# Ниязи Аземи
Ниязи Рамуш Аземи (16 юни 1970 – 26 март 2001) албански командир на АОК, по-късно и част от Армията за освобождение на Прешево, Медведжа и Буяновац, известен най-вече по време на Косовската война. По време на войната е известен с прозвището „Брадатия командир“. Бил е част от Бригада 115 „Карадаку“, която по-късно след смъртта му е прекръстена на Бригада 115 „Нязи Аземи“.

## Биография
Аземи е роден на 16 юни 1970 г. в село Могила, община Витина. Неговия баща Рамуш е племенник на Фазил Търпеза, войник загинал през 1945 г. по време на битката за Славковце срещу югославските сили. Като малък Аземи е бил отличен ученик, но не завършва образованието си. По-късно започва да се занимава със строителство и дърворезба. В областта на дърворезбата, Ниязи се превърнал в истински скулптор. В това изкуство той изразявал патриотичния си дух.
Аземи взима дейно участие в различни демонстрации, организирани от албанците в западните градове. На 29 март 1989, в друг организиран протест срещу сръбското нахлуване в Косово, Аземи е ранен след сблъсък със сръбските сили. Изпратен на 10-дневно лечение в Прищина, после и в Любляна. През есента Аземи започва да тренира с АОК. Убит на 26 март 2001 г. след престрелка с югославските сили край село Церевайка, Прешево.